# Водянська сільська рада (Кам'янсько-Дніпровський район)
| Водянська сільська рада — колишній орган місцевого самоврядування у Кам'янсько-Дніпровському районі Запорізької області з адміністративним центром у с. Водяне. Історична дата утворення: 1918 рік. Водоймища на території, підпорядкованій даній сільській раді: Каховське водосховище. Сільраді були підпорядковані населені пункти: - с. Водяне |

## Склад ради
Рада складалася з 30 депутатів та голови.
Партійний склад ради: Партія регіонів — 20, Самовисування — 5, Сильна Україна — 3, КПУ — 2.

### Керівний склад ради
| ПІБ                       | Основні відомості                                                         | Дата обрання | Дата звільнення |
| ------------------------- | ------------------------------------------------------------------------- | ------------ | --------------- |
| Величко Василь Григорович | Сільський голова, 1948 року народження, освіта, член Партії регіонів      | 26.03.2006   | 31.10.2010      |
| Величко Василь Григорович | Сільський голова, 1948 року народження, освіта вища, член Партії регіонів | 31.10.2010   |                 |

Примітка: таблиця складена за даними джерела